# Stazione meteorologica di Terracina
La stazione meteorologica di Terracina è la stazione meteorologica di riferimento relativa alla località balneare di Terracina.

## Coordinate geografiche
La stazione meteorologica è situata nell'Italia centrale, nel Lazio, in provincia di Latina, nel comune di Terracina, a 2 metri s.l.m. e alle coordinate geografiche 41°17′N 13°15′E.

## Dati climatologici
Secondo i dati medi del trentennio 1961-1990, la temperatura media del mese più freddo, gennaio, è di +10,0 °C, mentre quella del mese più caldo, agosto, si attesta a +25,4 °C.
| Terracina          | Mesi | Mesi | Mesi | Mesi | Mesi | Mesi | Mesi | Mesi | Mesi | Mesi | Mesi | Mesi | Stagioni | Stagioni | Stagioni | Stagioni | Anno |
| Terracina          | Gen  | Feb  | Mar  | Apr  | Mag  | Giu  | Lug  | Ago  | Set  | Ott  | Nov  | Dic  | Inv      | Pri      | Est      | Aut      | Anno |
| ------------------ | ---- | ---- | ---- | ---- | ---- | ---- | ---- | ---- | ---- | ---- | ---- | ---- | -------- | -------- | -------- | -------- | ---- |
| T. max. media (°C) | 13,2 | 13,8 | 15,6 | 19,1 | 23,2 | 27,5 | 29,6 | 29,7 | 26,7 | 22,6 | 17,9 | 14,8 | 13,9     | 19,3     | 28,9     | 22,4     | 21,1 |
| T. min. media (°C) | 6,8  | 7,6  | 8,7  | 11,3 | 14,2 | 18,2 | 20,4 | 21,1 | 19,1 | 16,2 | 12,5 | 8,8  | 7,7      | 11,4     | 19,9     | 15,9     | 13,7 |